# براونلي (ساسكاتشوان)
براونلي (بالإنجليزية: Brownlee, Saskatchewan)‏ هي قرية تقع في كندا في ساسكاتشوان. يقدر عدد سكانها بـ 104 نسمة ومساحتها 2.42 كم2 .